# روهربرگ، اتریش
روهربرگ (به آلمانی: Rohrberg) یک منطقهٔ مسکونی در اتریش است که در شواس واقع شده‌است. روهربرگ ۱۰٫۱۷ کیلومتر مربع مساحت دارد ۶۷۵ متر بالاتر از سطح دریا واقع شده‌است.